# ويليام باريت
ويليام باريت (بالإنجليزية: William Barrett)‏ هو فيلسوف أمريكي، ولد في 1913 في نيويورك في الولايات المتحدة، وتوفي في 8 سبتمبر 1992 في تاريتاون في الولايات المتحدة.